# Burg Lonstorf
Die Lagestelle der Burg Lonstorf bzw. des Turmes Lonstorf (bisweilen auch als Wasserburg Lonstorf bezeichnet) befand sich in der Nähe des Bauernhofes Kefer zu Lonstorf; heute ist das Gelände durch die Stickstoffwerke Linz (Borealis Agrolinz Melamine) überbaut.

## Geschichte
Die Wehranlage bzw. der Turm wird 1150 erstmals urkundlich erwähnt. Sie hatte vermutlich die Aufgabe, die Überfuhr bei Tafersheim zu schützen.
Die Burg Lonstorf war der Stammsitz der Lonstorfer. Der erste Lonstorfer Udo (Hugo) wird als Dienstmann des Hochstiftes Passau genannt. Der Herrschaftsbereich Lonstorf war nicht besonders reich ausgestattet, sodass die Lonstorfer sich sehr erfolgreich um andere Einkünfte als Ministeriale des Bistums Passau bemühen mussten. In dieser Familie verblieb Lonstorf für mehr als zweihundert Jahre. Die Lonstorfer bewirtschafteten ihren Besitz aber kaum selbst (eine Ausnahme war Arnold von Lonstorf, der um 1260 den Besitz selbst verwaltete), sondern ließen ihn von Linzer Familien betreuen. Dies hat zum einen mit ihren Aufgaben als Ministeriale der Passauer Bischöfe zu tun, dann aber auch mit der Tatsache, dass sie 1272 das weitaus größere Ipf-Zierbergsche Erbe antreten konnten und dann nach Zierberg umsiedelten.
1327 war ein Dietmar von Linz Inhaber des Hofes. Dieser war Sohn einer angesehenen Linzer Familie, die nach ihrem Amt auch die Mautner hießen. Noch zur Zeit der Lonstorfer ist es zu einer Besitzteilung gekommen, und zwar in einen oberen Hof Kefer zu Lonstorf und den sogenannten Winkelmayrhof.
Kunigunde von Lonstorf und ihr Sohn Otto von Ehrenfels (das Geschlecht mit dem Namen Lonstorfer ist Ende des 14. Jahrhunderts ausgestorben) hatten Lonstorf 1370 übernommen und verkauften 1397 die Burg dem Jörg Enenkel von Ybbs bzw. von Albrechtsberg (Jörg der Enickhl). Die Enenkel waren ein kleines Adelsgeschlecht, vor allem im Dienste der Herren von Schaunberg. Jörg Enenkel († 1415) hat es durch zwei Heiraten mit Anna von Ezzlorn (Esslarn) und Barbara von Fläming (1391) zu beträchtlichem Besitz gebracht (u. a. die Feste Albrechtsperg). Er wurde 1390 als Mautner der Herzöge von Österreich nach Linz beordert; verbunden war damit auch das Richteramt. Dadurch stieg er zu einer der wichtigsten Persönlichkeiten von Linz auf. Er erhielt auch von Herzog Albrecht die Erlaubnis, alle Erze im Lande ob der Enns zu erschließen, abzubauen und zu nutzen, was eine außergewöhnliche Gunstbezeugung durch den Landesfürst bedeutete.
1405 wurde die Hälfte des Herrschaftsbesitzes von Lonstorf an G(J)örg dem Sambner († um 1409) verkauft; die andere Hälfte ging 1409 an den Verwandten des Enenkels Otto Maidwieser (beide waren über die Familie der Esslarer miteinander verschwägert). Jörg der Sambner ist als bedeutender Handelsmann und Frächter in Linz anzusprechen (das Sambnerhaus befand sich in der Nähe des Linzer Urfahrtores). Nach seinem Ableben kam sein Anteil an Lonstorf an seinen Salzburger Bruder Ulrich. Da dem Ulrich dieser Besitz zu abgelegen war, verkaufte er ihn an Wiltpolt dem Freytlein und Laurenz des Freytlein von Frichensdorf Sohn. Wiltpolt Freytlein konnte den Besitz nicht lange halten; um 1412 brachte ihn der reiche Linzer Bürger Otto Maidwieser ganz an sich. Dieser war Linzer Ratsmitglied, von 1410 bis 1412 auch Stadtrichter von Linz und ist häufig als Zeuge auf Urkunden zu finden. Auf dem Erbweg folgten nun in etlichen Bauerngütern die beiden Töchter Susanna (verheiratet mit Hanns Sparsgut aus Enns) und Dorothea (verheiratet mit Hanns Kramer). Otto Maidwieser war zwei Mal verheiratet; seine erste Gattin stammte aus dem Haus Hans von Esslarns, die zweite Gattin namens Katharina war Tochter des Linzer Bürgers Peter der Kramer. Nach dem Ableben ihres Mannes vermählte sich diese mit Hanns Alt († 1426) und so kam Lonstorf an die Alts (eigentlich Bernhard Prichenfried von Windpassing bei Wels, Zuname der Alt). Hanns Alt war Schaffner der Wallseer in Linz, seit 1424 auch Linzer Mautner. Durch das Ableben der Susanna kam der Lonstorfer Anteil zumindest verwaltungsmäßig an Katharina Alt, die für ihren Sohn Hanns Alt den Jüngeren († vermutlich 1454) als Vormund handelte. Auch dieser wurde zu einem angesehenen Linzer Ratsmann (ab 1447) und Stadtrichter (1450). Nach der Heirat von Dorothea mit Hanns Sparsgut (um 1444) fielen diesen das Lonstorfer Dominium zu. 1450 überließ Dorothea ihrem Ehemann († 1465/66) ihr väterliches, mütterliches und schwesterliches Erbe, darunter auch Lonstorf. In dem Turm oder der Burganlage lebten Angehörige des Linzer Bürgergeschlechts der Vintsgut.
In der Fehde des Christoph und Heinrich von Liechtenstein gegen Kaiser Friedrich III. von 1476 drangen böhmische und mährische Söldner von Ottensheim und Steyregg gegen Linz vor. Sie besetzten den Turm von Lonstorf und benutzten ihn für ihre weiteren Streifzüge. Die Linzer bemächtigten sich allerdings im Auftrag von Friedrich III. mit Hilfe Passauischer Söldner aus Ebelsberg des Turms. 1477 wurde der Turm auf Befehl von Kaiser Friedrich III. abgetragen und nicht mehr aufgebaut. Der Erbe des Hanns Sparsgut namens Bernhardin († 1481, ohne Erben verstorben) musste der Stadt Linz einen Revers (eine Verpflichtungserklärung) ausstellen, dass er an der Stelle dieser uralten Wehranlage keine Wohnung und Befestigung mehr errichten wolle.
Die umliegenden Besitzungen der Wehranlage wurden von Kaiser Friedrich III. beschlagnahmt und 1487 an den kaiserlichen Pfleger von Sarmingstein, den Heinrich Prüschenk (Prueschenkh) Freiherrn von Stellenberg gegeben. Damals wird Lonstorf bereits als öde bezeichnet. Nachfolger der Höfe zu Lonstorf (Winkelmayerhof, Keferhof) wurden nach vielen Wirren und Teilungen wieder die Enenkels. An den in diese Familie eingeheirateten Heinrich Wankheimer von Ponholzen ging um 1519 die Lonstorfer Besitzungen über. Da dieser selbst ohne Kinder verstarb, vermachte er in seinem Todesjahr 1537 seinen Besitz seinen Herrn Hans, Lasla und Andreas von Prag auf Windhag. Zu Beginn des 17. Jahrhunderts wurden diese Höfe von Wolfgang Jörger erworben und der Herrschaft Lustenfelden zugeschlagen. Der Winkelmayerhof gehörte dabei zu Lustenfelden, das benachbarte Kefergut war der Herrschaft Ennsegg zugehörig und war seit dem 17. Jahrhundert der Haupthof des Amtes Lonstorf.

## Lonstorf heute
Die Wehranlage war in der Mitte eines wichtigen Verkehrsweges zur Steyeregger Überfuhr zum Panglmayr in Tafersheim errichtet worden. Der Turm stand auf der rechten Seite des Füchselbaches in der Nähe des Gasthauses Seitlufer. Die Bezeichnung Lugwiese wird vermutlich das dem Turmausblick zunächst liegende Gelände bezeichnet haben. An den Wehrbau und an das Geschlecht der Lonstorfer erinnern in Linz noch der zwischen Franckstraße 45 und 51 gelegene Lonstorferplatz (1914 so benannt) bzw. der Lonstorferweg (vom Lonstorferplatz 8 etwa in nordöstlicher Richtung zur Ing.-Stern-Straße verlaufend, 1928 so benannt).